# Cosmología mormona

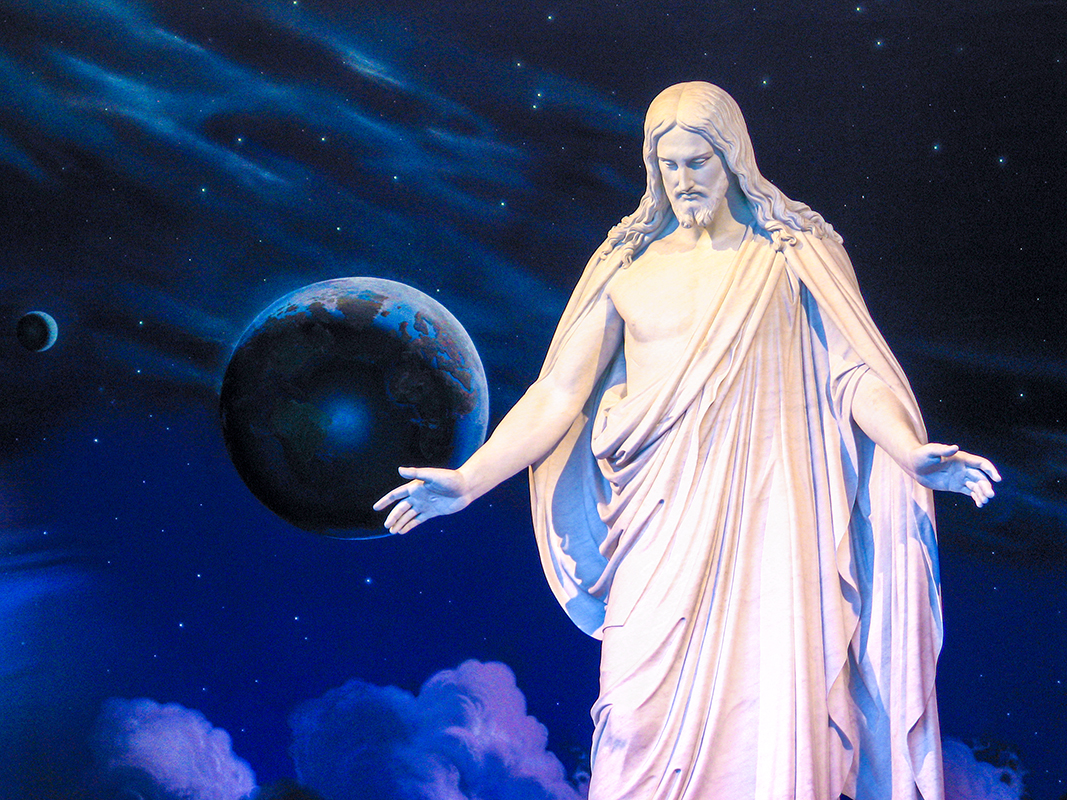
Estatua de Jesús presentada entre obras de arte que representan los planetas y las estrellas del cosmos.

La cosmología mormona es la descripción de la historia, evolución y destino del universo físico y metafísico según el mormonismo, que incluye las doctrinas enseñadas por los líderes y teólogos de La Iglesia de Jesucristo de los Santos de los Últimos Días (Iglesia SUD), el fundamentalismo mormón, la Iglesia de la Restauración de Jesucristo y otras denominaciones de Brighamite dentro del Movimiento de los Santos de los Últimos Días. La cosmología mormona se basa en la cosmología bíblica, pero tiene muchos elementos únicos proporcionados por el fundador del movimiento Joseph Smith. Estos puntos de vista generalmente no son compartidos por adherentes de otras denominaciones del movimiento de los Santos de los Últimos Días que no se autoidentifican como "mormones", como la Comunidad de Cristo.
Según la cosmología mormona, había una preexistencia, o una vida premortal, en la que los espíritus humanos eran literalmente hijos de padres celestiales. Aunque sus espíritus fueron creados, la "inteligencia" esencial de estos espíritus se considera eterna y sin principio. Durante esta vida premortal, Dios el Padre (Elohim) presentó un Plan de Salvación con Jehová (el Jesús premortal) defendiendo el libre albedrío pero Lucifer (Satanás) insistiendo en su exclusión. Cuando el plan de Lucifer no fue aceptado, se rebeló contra Dios el Padre y fue expulsado del cielo, llevando "la tercera parte" de las huestes del cielo con él a la tierra, convirtiéndose así en tentadores.
Según el Plan de Salvación, bajo la dirección de Dios Padre, Jehová (el Jesús premortal) y Miguel (Adán premortal) crearon la tierra como un lugar donde la humanidad sería probada. Después de la resurrección, todos los hombres y mujeres, excepto los espíritus que siguieron a Lucifer y los hijos de perdición, recibirían uno de los tres grados de gloria. Dentro del grado más alto, el reino celestial, hay tres divisiones más, y aquellos en la más alta de estas divisiones celestiales se convertirían en dioses y diosas a través de un proceso llamado "exaltación" o "progresión eterna". La doctrina de la progresión eterna fue resumida sucintamente por el líder de la Iglesia SUD Lorenzo Snow: "Como el hombre ahora es, Dios una vez fue: como Dios es ahora, el hombre puede ser".REF Según Smith, en el discurso del funeral de King Follett, Dios el Padre mismo pasó por la mortalidad como lo hizo Jesús, pero no está claro cómo, cuándo o dónde tuvo lugar. La opinión predominante entre los mormones es que Dios una vez vivió en un planeta con su propio dios  creador de todo (superior)
Según las escrituras mormonas, la creación de la Tierra no fue ex nihilo, sino que se organizó a partir de la materia existente. La Tierra es solo uno de los muchos mundos habitados, y hay muchos cuerpos celestes gobernantes, incluido el planeta o la estrella Kólob, que se dice que está más cerca del trono de Dios.

## Divinidad
En el mormonismo, el concepto de divinidad se centra en una idea de "exaltación" y "progresión eterna": los propios mortales pueden convertirse en dioses y diosas en el más allá, ser gobernantes de sus propios reinos celestiales, tener hijos espirituales y aumentar su poder y gloria. Los mormones entienden que hay muchos dioses y diosas en el cosmos, incluida una Madre celestial. Sin embargo, los tres seres celestiales que componen la trinidad mormona (Dios Padre, Jesús y el Espíritu Santo) serán los únicos objeto de adoración.

### Exaltación y progresión eterna
En la doctrina SUD, el objetivo de cada adherente es recibir "exaltación" a través de la expiación de Jesús. Si una persona recibe la exaltación, hereda todos los atributos de Dios Padre, incluida la divinidad. Los mormones creen que estas personas se convertirán en dioses y diosas en el más allá, y tendrán "todo poder, gloria, dominio y conocimiento". Los mormones enseñan que las personas exaltadas vivirán con sus familias terrenales y también "tendrán hijos espirituales", por lo que su posteridad crecerá para siempre.
Según la creencia, la exaltación está disponible solo para aquellos que han obtenido el "grado" más alto del reino celestial. Como requisitos previos para este "gran regalo de Dios", los adherentes creen que, ya sea en esta vida o en la otra vida, deben volverse "perfectos" y deben participar en todas las ordenanzas requeridas. Aunque no es necesario, su exaltación puede ser "sellada sobre ellos" por el Espíritu Santo a través de la ordenanza de la Segunda Unción. Una de las calificaciones clave para la exaltación es unirse en un matrimonio celestial con una pareja del sexo opuesto mediante la ordenanza de sellado, ya sea en persona o por poder después de su muerte. En el siglo XIX, algunos líderes de la Iglesia SUD enseñaron que la participación en el matrimonio plural también era un requisito de exaltación. La Iglesia SUD abandonó la práctica a partir de 1890 y ahora enseña que solo se requiere un solo matrimonio celestial para la exaltación.

### Origen de Elohim (Dios Padre)
Según la teología mormona, Dios Padre es un ser físico de "carne y huesos". Los mormones lo identifican como el dios bíblico Elohim. Los líderes de los Santos de los Últimos Días también han enseñado que Dios Padre fue una vez un hombre mortal que completó el proceso de convertirse en un ser exaltado. Según Joseph Smith, Dios "una vez fue un hombre como cualquiera de nosotros y ... una vez habitó en una tierra lo mismo que Jesucristo mismo lo hizo en la carne y como nosotros".

### Origen de Jehová (Jesús)
Según la creencia mormona, Jesús se identifica como el dios Jehová, el YHWH del Antiguo Testamento. Jehová recibió un cuerpo cuando nació de la Virgen María y se llamó Jesús. Jesús era el Hijo de Dios; el padre de su cuerpo físico era Dios Padre. Como Jesús era el Hijo de Dios, tenía poder para vencer a la muerte física. Debido a que vivió una vida perfecta y sin pecado, Jesús pudo ofrecerse a sí mismo como un sacrificio "infinito y eterno" que se requeriría para pagar los pecados del resto de los hijos de Dios.

### Adán / Miguel, bajo la doctrina Adán-Dios
Según Brigham Young, Adán fue identificado con el arcángel bíblico Miguel antes de su colocación en el Jardín del Edén. Según esta interpretación de las enseñanzas de Young, Miguel era un dios que había recibido su exaltación. Llevó a Eva, una de sus esposas, al Jardín donde se volvieron mortales al comer la fruta prohibida que había en él.
Aunque la Iglesia SUD ha repudiado la doctrina Adán-Dios, la ceremonia de investidura de la denominación retrata a Adán / Miguel como un participante con Jehová en la creación de la tierra, bajo la dirección de Elohim.

### Madre celestial y el Espíritu Santo
La doctrina oficial de la Iglesia SUD incluye la existencia de "padres celestiales", que generalmente se entiende que se refiere a la diosa Madre celestial, que existe junto a Dios Padre y es su esposa.
Dios Padre, Jesucristo y el Espíritu Santo son reconocidos como las tres entidades constitutivas de la Deidad. El Espíritu Santo tiene un cuerpo espiritual, en contraste con el Padre Celestial y Jesucristo, que tienen cuerpos celestes físicos.

## Otros mundos y vida extraterrestre
La cosmología mormona enseña que la Tierra no es única, sino que es uno de los muchos planetas habitados. Cada planeta ha sido creado con el propósito de lograr la "inmortalidad y vida eterna" (es decir, la exaltación) de la humanidad. Estos mundos fueron, según la doctrina, creados por Jehová, el Jesús premortal. Debido a que el mormonismo sostiene que Jesús creó el universo pero su padre (Dios Padre) una vez habitó en la tierra como mortal, puede interpretarse que el mormonismo enseña la existencia de un multiverso, pero no está claro si los otros mundos habitados se encuentran en éste universo o no. Los líderes y teólogos mormones han enseñado que estos habitantes son similares o idénticos a los humanos, y que ellos también están sujetos a la expiación de Jesús. Sin embargo, la tierra en la que Dios Padre vivió como mortal no fue creada por Jehová ni sujeta a su expiación, sino que existió previamente.
La doctrina de otros mundos se encuentra en las escrituras mormonas, en la ceremonia de investidura y en las enseñanzas de Joseph Smith. Además, muchos líderes y teólogos de la Iglesia SUD han elaborado estos principios a través de la exégesis o la especulación, y muchas de estas ideas son ampliamente aceptadas entre los mormones.